# Ünal Demirkıran
Ünal Demirkıran (* 24. Juni 1979 in Neu-Ulm) ist ein deutsch-türkischer Fußballtrainer und ehemaliger Fußballspieler. Neben Spielen im deutschen Profifußball kam der offensive Mittelfeldspieler auch zu Einsätzen in der türkischen Süper Lig.

## Laufbahn
Demirkıran debütierte als junges Talent am 25. September 1999 im Auswärtsspiel des SSV Ulm 1846 bei Werder Bremen (2:2) in der Bundesliga, als er kurz vor Schluss eingewechselt wurde. Das erste Spiel seiner Karriere hatte er am 8. August in der 2. Runde des DFB-Pokals gegen Fortuna Düsseldorf (2:0) bestritten. Insgesamt kam er zu zwei Bundesliga-Einsätzen. Auch in der zweiten Liga konnte er zweimal Spielpraxis sammeln.
Nach dem Absturz in die fünftklassige Verbandsliga Württemberg 2001 blieb Demirkıran den Ulmer Spatzen treu und wurde nach fünf Pflichtspielen in den letzten zwei Jahren erstmals Stammspieler. 2002 schaffte er mit der Mannschaft den Aufstieg in die Oberliga Baden-Württemberg. Dort war er in 32 Spielen 13 Mal erfolgreich und wurde vom Regionalligisten VfR Aalen abgeworben.
In seiner ersten Saison gehörte Demirkiran mit 15 Toren zu den besten Torschützen der Liga. Im zweiten Jahr gelangen nur noch drei Treffer und als er in der Hinrunde der Saison 2005/06 ohne Treffer blieb, wechselte er für ein halbes Jahr in die Türkei zum Aufsteiger Sivasspor. In der Süper Lig kam er dreimal zum Einsatz.
Nach einem halben Jahr kehrte Demirkıran im Sommer 2006 nach Deutschland zurück und unterschrieb beim Regionalligaaufsteiger SSV Reutlingen. Nach nur einer Spielzeit in der dritten Liga, in der er sich nicht dauerhaft einen Stammplatz erspielen konnte, wechselte er zum Oberligisten 1. FC Heidenheim. Hier konnte er sich in die Stammformation spielen und verpasste in der Hinrunde nur ein Spiel. Demirkıran stieg in der Saison 2007/2008 mit dem 1. FC Heidenheim in die Regionalliga auf und gewann in dieser Saison auch den WFV-Pokal. 2009 stieg er mit dem FCH in die seit einem Jahr bestehende 3. Liga auf. Dort gehörte er in der Folgezeit nicht mehr zum Stammkader und kam 2009/10 zu zwölf Einsätzen in der Profi-Liga. In der darauffolgenden Saison spielte er nur noch für die Reservemannschaft in der sechstklassigen Verbandsliga Württemberg.
Zur Saison 2011/12 wechselte Demirkıran zum FV Illertissen in die mittlerweile fünftklassige Oberliga Baden-Württemberg und absolvierte 28 Spiele. Der Verein belegte zwar nur den vierten Platz, wechselte aber in den Bayerischen Fußball-Verband, so dass in der nächsten Saison die Teilnahme an der neu gegründeten viertklassigen Regionalliga Bayern möglich wurde. Dort spielte er in 16 von 19 Spielen der Hinrunde, kam in der Rückrunde jedoch nur noch zu einem Einsatz. 2013/14 bestritt er noch eine Saison bei der TSG Thannhausen in der Staffel Südwest der sechstklassigen Landesliga Bayern, ehe er in seiner Heimatstadt Jugendtrainer beim TSV Neu-Ulm wurde. Seit 2015 ist er Cheftrainer des unterklassigen Vereins, mit dem ihm 2016 der Aufstieg aus der Bezirksliga Donau/Iller in die Landesliga Württemberg gelang. Dort stellte er sich selbst 2016 auch noch einmal zu einem Ligaspiel auf. Nach dem Abstieg in die Bezirksliga stieg er mit dem Klub direkt wieder in die Landesliga auf.
Im Sommer 2019 verließ Demirkıran den TSV Neu-Ulm, mit dem er als 10. des Endklassements den Klassenerhalt schaffte, und wechselte innerhalb der Landesliga als Cheftrainer zum Lokalrivalen Türkspor Neu-Ulm, der aus der Bezirksliga aufgestiegen war. Als Tabellenführer der aufgrund der COVID-19-Pandemie vorzeitig abgebrochenen Spielzeit 2019/20 stieg er mit dem Klub in die Verbandsliga Württemberg auf. 2022 stieg er mit dem Klub wieder aus der Verbandsliga ab. Im Dezember 2024 endete die Zusammenarbeit zwischen Demirkıran und Türkspor Neu-Ulm.

## Erwähnenswertes
Demirkıran hat eine abgeschlossene Ausbildung als Groß- und Außenhandelskaufmann. Er ist verheiratet und hat einen Sohn und eine Tochter.